# 陳敏郎
陳敏郎，台灣導演，紐約大學電影研究所電影系，曾以優異成績榮獲「李安獎學金」，作品有《我的靈魂是愛做的》、《你的今天和我的明天》。

## 經歷
希望成為記者而就讀輔仁大學新聞學系，在大學期間接觸金馬獎的國際影展，而對電影產生興趣；畢業當完兵後至巴黎，但因年紀門檻和語言限制，而放棄在巴黎就讀，轉至紐約大學念電影研究所，在紐約待了15年，畢業後以這段經歷拍攝了第一部長片《你的今天和我的明天》。

## 作品

### 長片
- 2013年 《你的今天和我的明天》
- 2019年 《我的靈魂是愛做的》